# 이 몸의 소망 무언가
이 몸의 소망 무언가(My Hope Is Built on Nothing Less, 본 의미: 나의 소망은 아무 것도 아닌 위에 세워졌나니)는 웨스트서식스주 호셤에 있는 르호보스 침례교회의 목사인 에드워드 모트(Edward Mote)가 쓴 기독교 찬송이다. 모트는 100여 편의 찬송가를 썼는데, 이 찬송은 1834년에 쓴 것으로 그의 작품 중 가장 잘 알려져 있다.
찬송가 "이 몸의 소망 무언가"는 여러 찬송가 모음집에 익명으로 출판되었고, 1837년에 "찬양의 찬송, 우리 영적 시인들의 모든 탁월함과 많은 원본을 결합한 새로운 복음 찬송가"(Hymns of Praise, A New Selection of Gospel Hymns, Combining All the Excellencies of our Spiritual Poets, with Many Originals)라는 제목으로 출판된 약 100곡의 그의 찬송가 모음집에서 에드워드 모트의 것으로 처음 기록되었다. 이번 컬렉션에서 모트의 원래 제목은 "죄인의 희망을 위한 불변의 기초"(The Immutable Basis for a Sinner's Hope)였다.
"이 몸의 소망 무언가"의 후렴구는 지혜로운 건축자와 어리석은 건축자의 비유를 언급하며, 성경에 확고한 기초를 둔 반석이신 그리스도에 대한 비유를 중심으로 건축한다.
On Christ the Solid Rock I stand (견고한 반석이신 그리스도 위에 내가 서 있노라)
All other ground is sinking sand (다른 모든 땅은 가라앉는 모래이다)
(한국어 후렴 번안)
주 나의 반석이시니 그 위에 내가 서리라
그 위에 내가 서리라
"이 몸의 소망 무언가"는 복음 찬송가 장르의 일부이다. 첫 번째 스탠자는 하나님의 은혜를 선언한다. 2절과 3절은 환란의 때에 그 은혜를 적용하는 것에 관한 것이다. 마지막 연에서 모트는 하나님의 은혜에 대한 궁극적인 깨달음으로 그의 찬송을 한 바퀴 돌게 한다.
가사는 찬송가마다 다소 다르지만 관례적으로 어법은 모트의 원본을 따른다.
이 찬송은 큰 인기를 얻었으며 많은 해석과 표지의 대상이 되었다.